# Une maison de fous
Série The Parker Family Saga
Ollie Hopnoodle's Haven of Bliss
(1988) A Christmas Story 2
(2012)
Pour plus de détails, voir Fiche technique et Distribution.
Une maison de fous (It Runs in the Family) est un film américain réalisé par Bob Clark, sorti en 1994.

## Fiche technique
- Titre original : It Runs in the Family
- Titre français: Une maison de fous
- Réalisation : Bob Clark
- Sociétés de production :
- Sociétés de distribution :
- Pays d'origine :  États-Unis
- Langue originale : anglais
- Genres : comédie
- Durée : 85 minutes
- Date de sortie :
  - États-Unis : 23 septembre 1994

## Distribution
- Kieran Culkin : Ralph Parker
- Charles Grodin : Mr Parker
- Mary Steenburgen : Mrs Parker
- Christian Culkin : Randy Parker
- Antonia Rey : la gitane